# Cupid (Michelangelo)
Cupid là một tác phẩm điêu khắc được nghệ sĩ thời Phục hưng Michelangelo sáng tác, mà ông cố tình làm nó cũ đi để làm cho nó trông giống như một tác phẩm đồ cổ theo lời khuyên của Lorenzo di Pierfrancesco. Chính tác phẩm điêu khắc này đã lần đầu tiên tạo ra sự chú ý của những người bảo trợ ở Rome. Tác phẩm này bây giờ đã thất truyền.

## Cupid đang ngủ

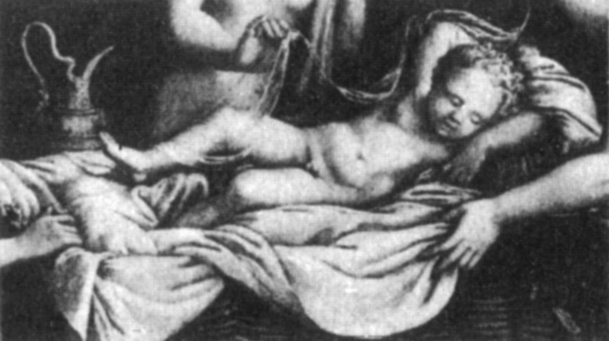
Jupiter trẻ của Giulio Romano trong Phòng trưng bày Quốc gia, London, có thể chứa một trích dẫn về Cupid đang ngủ của Michelangelo

Vào năm 1496, Michelangelo đã tạo ra một nhân vật Cupid đang ngủ và xử lý nó bằng đất axit để làm cho nó có vẻ cổ xưa. Sau đó, ông đã bán nó cho một đại lý, Baldassare del Milanese, người sau đó đã bán nó cho Hồng y Riario của San Giorgio, người sau đó biết được sự gian lận và đòi lại tiền của mình. Tuy nhiên, Michelangelo được phép giữ lại tiền của mình. Khi Michelangelo đề nghị lấy lại tác phẩm điêu khắc từ Baldassarre, Baldassare đã từ chối, nói rằng ông thà phá hủy nó còn hơn.
Cupid là một công việc quan trọng trong việc tạo ra danh tiếng của Michelangelo, lúc đó chỉ mới 21 tuổi. Tác phẩm điêu khắc này sau đó được Cesare Borgia tặng cho Isabella d'Este, và có lẽ được Charles I của Anh sưu tập khi tất cả các bộ sưu tập Gonzaga được mua và đưa về London vào thế kỷ XVII.
Năm 1698, Cupid có lẽ đã bị phá hủy trong trận hỏa hoạn lớn ở Cung điện Whitehall, London.

## Cupid đứng
Một tác phẩm điêu khắc khác của Cupid, trong tư thế đứng, đã được tạo ra cho chủ ngân hàng của Riario, Jacopo Galli.